# Niebla (pel·lícula)
Niebla és una pel·lícula dramàtica espanyola del 1932 dirigida per Benito Perojo. Fou rodada com la versió en castellà de la pel·lícula francesa Le Dernier Choc.

## Sinopsi
El mariner Enrique es creu el que diuen les males llengües sobre la infidelitat de la seva esposa i acaba corsecat per la gelosia.

## Repartiment
- Francisco Alarcon
- José Alcántara
- Pedro Elviro
- María Fernanda Ladrón de Guevara
- Rafael Rivelles
- José Rivero
- Pedro Valdivieso
- Ofelia Álvarez